# Absolute Dance opus 16
Absolute Dance opus 16, kompilation i serien Absolute Dance udgivet i 1997.

## Spor
1. Gala – "Freed From Desire" (Radio Mix)
2. The Blueboy – "Remember Me" (Sure Is Pure 7" Edit)
3. Tiggy – "Simsalabim" (Flex Progressive Radio Mix)
4. Spice Girls – "Who Do You Think You Are" (Radio Version)
5. Pet Shop Boys – "A Red Letter Day" (Motiv 8 Twelve Inch Master Mix)
6. Lisa Stansfield – "The Real Thing" (Radio Edit)
7. Gina G – "Fresh"
8. The Source feat. Candi Staton – "You Got The Love" (Now Voyager Radio Mix)
9. Threesome – "Outta Sight" (Radio Mix)
10. Republica – "Ready To Go" (Radio Mix)
11. Space Frog – "(X-Ray) Follow Me" (Vocal Version Video Edit)
12. Lutricia McNeal – "Ain't That Just The Way" (Radio Edit)
13. Sash! – "Encore Une Fois" (Future Breeze Edit)
14. Sista Sista – "We Like To Dance (Na-Na-Na)" (Radio Edit)
15. Sophie – "If You Want My Love" (Radio Edit)
16. Jam & Spoon feat. Plavka – "Kaleidoscope Skies" (Radio Edit)
17. Tori Amos – "Professional Widow (It's Got To Be Big)" (Armand's Star Trunk Funkin' Mix-Radio Edit)
18. CeCe Peniston – "Somebody Else's Guy" (Classic Old School Radio Mix)
19. BBE – "Flash" (Radio Edit)
20. The Chemical Brothers – "Block Rockin' Beats" (Radio Edit)